# 斯德哥尔摩
斯德哥尔摩（瑞典語發音：[ˈstɔ̂kː(h)ɔlm] ⓘ；當地華人有時稱其為斯京），瑞典的首都及最大城市，亦是斯德哥尔摩省首府。瑞典王国政府、国会以及瑞典王室的官方宫殿都设在斯德哥尔摩。它位于瑞典的东海岸，濒波罗的海，梅拉伦湖入海处，风景秀丽，是著名的旅游胜地。市区分布在14座岛屿和一个半岛上，70餘座桥梁将这些岛屿联为一体，因此享有“北方威尼斯”的美誉。斯德哥爾摩市區為大斯德哥爾摩的一部分。
从13世纪起，斯德哥尔摩就已经成为瑞典的政治、文化、经济和交通中心。斯德哥尔摩由于免受战争的破坏而保存良好，现在共有100多座博物馆和名胜，包括历史、民族、自然、美术等各个方面。斯德哥尔摩也是一个高科技的城市，拥有众多大学，工业发达。
斯德哥尔摩是阿尔弗雷德·诺贝尔的故乡。从1901年开始，每年12月10日诺贝尔逝世纪念日，斯德哥尔摩音乐厅举行隆重仪式，瑞典国王亲自给获诺贝尔奖者授奖，并在市政厅举行晚宴。

## 历史
根据最早的史料记载，大约在1252年，斯德哥尔摩是铁矿交易的一个重要地点。斯德哥尔摩（Stockholm）在瑞典语中是指木头（stock）和小岛（holm），这座小岛就是现在斯德哥尔摩市中心的老城。
斯德哥尔摩据说是由比爾耶爾伯爵建立的，目的是抵挡外国的海军的侵犯和阻止梅拉伦湖边上的錫格蒂納城的掠夺。城市选的位置是天然良港，适合船只停靠。

1690年，斯德哥尔摩是商业的繁华之地。中间就是现在的老城

斯德哥尔摩的战略和经济的重要性，使其在卡尔马联盟盟主丹麥國王和瑞典國內獨立派的角力中變得重要。1520年，丹麦占据了斯德哥尔摩。同年的11月8日，丹麥人發動一场排除敌对势力的屠杀，史称斯德哥尔摩大屠杀。这场屠杀引起了很多暴动，最后导致了卡尔马联盟的破裂。
1600年，斯德哥尔摩的人口达到了1万。17世纪，瑞典成为欧洲的一个主要勢力。1610年到1680年，人口增长了六倍。1634年，斯德哥尔摩成为瑞典国王的官方首都。随着贸易条款的制定，斯德哥尔摩基本垄断了外国商人和其他瑞典人的交易。
在1713年到1714年间，斯德哥尔摩爆发了黑死病。在1721年大北方战争结束之后，城市的很多地方都遭到了破坏，城市的发展也相应停滞了，人口停止增长，经济增长缓慢。然而，斯德哥尔摩还是保留了它作为瑞典的政治中心的地位。在国王古斯塔夫三世的领导下，文化也继续发展。皇家歌剧院就是那个时期建筑的优秀代表。
19世纪后半叶，斯德哥尔摩重新恢复了经济领先的地位。新的产业出现，斯德哥尔摩成为重要的贸易和服务中心，同样也是瑞典重要的关口。那个时期人口增长迅速，主要是外来移民的迅速增长。到十九世纪末，只有40%的居民是在斯德哥尔摩出生的。城市的版图也不断扩大。很多科学研究所在19世纪成立，包括卡罗琳医学院。
20世纪后期，斯德哥尔摩成为一个科技领先的，多人种的现代化城市。很多旧的建筑被拆除了，更多新的建筑建立起来。在这个世纪，很多产业从原来的劳动密集型转变为高科技和服务的产业。
随着城市的发展，很多新的街区成立了。如林克比（Rinkeby）和滕斯塔（Tensta），有的地区成为移民的聚居区。

## 地理

斯德哥爾摩市選區

斯德哥尔摩主城由14座岛屿和一个半岛通过70多座桥联系成一个整体，以老城为界，将梅拉伦湖划分为东西两部分，西侧为淡水，东侧与波罗的海相接为咸水。斯德哥尔摩以东是2万4千座岛屿组成的群岛。因為和義大利威尼斯一樣同為水鄉，所以被譽為北歐威尼斯。除了風景秀麗，還有悠久的歷史文化、造型經典建築、廣大的綠地與水路，成為北歐遊客最多的城市之一。 
斯德哥尔摩为岩石地质，市区地面高。坚硬的岩石地质一方面有利于房屋建设，房屋基础部分可以相对简单，一方面又不利于市政基础设施的建设。诺贝尔研制炸藥的原始目的即为了方便工程人员开山筑路和修建隧道。

### 气候
由于城市位于北半球高纬度，斯德哥尔摩四季分明。每到12月底的冬至时节，白天大概只有6小时；到6月底的夏至时节，白天的长度超过18个小时。 斯德哥尔摩有寒冷的冬天和温和的夏天。据有气象纪录以来的统计，斯德哥尔摩的最高温度是+38 °C（100 °F），最低温度是-32 °C（-26 °F)。一年的日照时间大概超过1800个小时。 
四季的典型温度如下：
- 冬天：-7 °C到+2 °C (19到36 °F)
- 春天：+5 °C到+15 °C (41到59 °F)
- 夏天：+20 °C到+25 °C (68到77 °F)有时更热一点
- 秋天：+5 °C到+18 °C (41到64 °F)

| 斯德哥尔摩（1991年至2020年的平均温度和极端温度） | 斯德哥尔摩（1991年至2020年的平均温度和极端温度） | 斯德哥尔摩（1991年至2020年的平均温度和极端温度） | 斯德哥尔摩（1991年至2020年的平均温度和极端温度） | 斯德哥尔摩（1991年至2020年的平均温度和极端温度） | 斯德哥尔摩（1991年至2020年的平均温度和极端温度） | 斯德哥尔摩（1991年至2020年的平均温度和极端温度） | 斯德哥尔摩（1991年至2020年的平均温度和极端温度） | 斯德哥尔摩（1991年至2020年的平均温度和极端温度） | 斯德哥尔摩（1991年至2020年的平均温度和极端温度） | 斯德哥尔摩（1991年至2020年的平均温度和极端温度） | 斯德哥尔摩（1991年至2020年的平均温度和极端温度） | 斯德哥尔摩（1991年至2020年的平均温度和极端温度） | 斯德哥尔摩（1991年至2020年的平均温度和极端温度） |
| 月份                                             | 1月                                              | 2月                                              | 3月                                              | 4月                                              | 5月                                              | 6月                                              | 7月                                              | 8月                                              | 9月                                              | 10月                                             | 11月                                             | 12月                                             | 全年                                             |
| ------------------------------------------------ | ------------------------------------------------ | ------------------------------------------------ | ------------------------------------------------ | ------------------------------------------------ | ------------------------------------------------ | ------------------------------------------------ | ------------------------------------------------ | ------------------------------------------------ | ------------------------------------------------ | ------------------------------------------------ | ------------------------------------------------ | ------------------------------------------------ | ------------------------------------------------ |
| 历史最高温 °C（°F）                              | 11.0 (51.8)                                      | 11.6 (52.9)                                      | 17.5 (63.5)                                      | 26.1 (79.0)                                      | 29.0 (84.2)                                      | 31.7 (89.1)                                      | 34.2 (93.6)                                      | 32.1 (89.8)                                      | 26.2 (79.2)                                      | 19.5 (67.1)                                      | 15.0 (59.0)                                      | 12.7 (54.9)                                      | 34.2 (93.6)                                      |
| 平均最高温 °C（°F）                              | 6.6 (43.9)                                       | 7.1 (44.8)                                       | 12.0 (53.6)                                      | 18.8 (65.8)                                      | 24.3 (75.7)                                      | 27.5 (81.5)                                      | 29.7 (85.5)                                      | 28.2 (82.8)                                      | 22.4 (72.3)                                      | 15.8 (60.4)                                      | 10.7 (51.3)                                      | 8.5 (47.3)                                       | 30.6 (87.1)                                      |
| 平均高温 °C（°F）                                | 1.0 (33.8)                                       | 1.2 (34.2)                                       | 4.7 (40.5)                                       | 10.7 (51.3)                                      | 16.5 (61.7)                                      | 20.8 (69.4)                                      | 23.6 (74.5)                                      | 22.1 (71.8)                                      | 16.6 (61.9)                                      | 10.1 (50.2)                                      | 5.4 (41.7)                                       | 2.5 (36.5)                                       | 11.3 (52.3)                                      |
| 日均气温 °C（°F）                                | −1.0 (30.2)                                      | −1.0 (30.2)                                      | 1.6 (34.9)                                       | 6.3 (43.3)                                       | 11.4 (52.5)                                      | 15.7 (60.3)                                      | 18.7 (65.7)                                      | 17.7 (63.9)                                      | 13.1 (55.6)                                      | 7.7 (45.9)                                       | 3.6 (38.5)                                       | 0.6 (33.1)                                       | 7.9 (46.2)                                       |
| 平均低温 °C（°F）                                | −2.9 (26.8)                                      | −3.2 (26.2)                                      | −1.1 (30.0)                                      | 2.6 (36.7)                                       | 7.1 (44.8)                                       | 11.6 (52.9)                                      | 14.8 (58.6)                                      | 14.2 (57.6)                                      | 10.2 (50.4)                                      | 5.5 (41.9)                                       | 1.9 (35.4)                                       | −1.2 (29.8)                                      | 5.0 (41.0)                                       |
| 平均最低温 °C（°F）                              | −11.2 (11.8)                                     | −10.9 (12.4)                                     | −7.5 (18.5)                                      | −2.6 (27.3)                                      | 1.9 (35.4)                                       | 7.0 (44.6)                                       | 10.6 (51.1)                                      | 9.7 (49.5)                                       | 4.6 (40.3)                                       | −0.8 (30.6)                                      | −4.5 (23.9)                                      | −8.3 (17.1)                                      | −13.7 (7.3)                                      |
| 历史最低温 °C（°F）                              | −19.3 (−2.7)                                     | −21.0 (−5.8)                                     | −14.6 (5.7)                                      | −6.7 (19.9)                                      | −1.4 (29.5)                                      | 3.7 (38.7)                                       | 7.8 (46.0)                                       | 6.5 (43.7)                                       | 1.2 (34.2)                                       | −6.4 (20.5)                                      | −11.3 (11.7)                                     | −18.5 (−1.3)                                     | −21.0 (−5.8)                                     |
| 平均降水量 mm（）                                | 37.0 (1.46)                                      | 29.4 (1.16)                                      | 27.3 (1.07)                                      | 29.2 (1.15)                                      | 34.0 (1.34)                                      | 61.7 (2.43)                                      | 61.5 (2.42)                                      | 66.2 (2.61)                                      | 53.3 (2.10)                                      | 51.4 (2.02)                                      | 47.6 (1.87)                                      | 47.8 (1.88)                                      | 546.4 (21.51)                                    |
| 平均降雪量 cm（）                                | 23.3 (9.2)                                       | 25.6 (10.1)                                      | 18.1 (7.1)                                       | 5.9 (2.3)                                        | 1.1 (0.4)                                        | 0.0 (0.0)                                        | 0.0 (0.0)                                        | 0.0 (0.0)                                        | 0.0 (0.0)                                        | 1.8 (0.7)                                        | 6.6 (2.6)                                        | 20.3 (8.0)                                       | 102.7 (40.4)                                     |
| 月均日照時數                                     | 44                                               | 75                                               | 151                                              | 217                                              | 278                                              | 277                                              | 279                                              | 235                                              | 170                                              | 96                                               | 45                                               | 33                                               | 1,900                                            |
| 可照百分比                                       | 20                                               | 28                                               | 42                                               | 50                                               | 54                                               | 52                                               | 52                                               | 49                                               | 45                                               | 31                                               | 20                                               | 17                                               | 38                                               |
| 来源1：SMHI Open Data                            |                                                  |                                                  |                                                  |                                                  |                                                  |                                                  |                                                  |                                                  |                                                  |                                                  |                                                  |                                                  |                                                  |
| 来源2：SMHI 1991-2020 normals                    |                                                  |                                                  |                                                  |                                                  |                                                  |                                                  |                                                  |                                                  |                                                  |                                                  |                                                  |                                                  |                                                  |

## 政治
斯德哥尔摩城所在的行政区是斯德哥尔摩省的一个市镇斯德哥尔摩市镇。市政局承担行政管理职能。市议会四年一次选举产生，和瑞典政府选举同步。
下表是斯德哥尔摩市议会2018年选举的结果：
| 政党 | 政党               | 得票    | 得票   | 得票  | 席位 | 席位 |
| 政党 | 政党               | 数量    | %      | +/−   | 数量 | +/−  |
| ---- | ------------------ | ------- | ------ | ----- | ---- | ---- |
|      | 瑞典社会民主工人党 | 137 874 | 22,30  | +0,34 | 23   | -1   |
|      | 溫和聯合黨         | 129 725 | 20,98  | -6,18 | 22   | -6   |
|      | 左翼党             | 80 592  | 13,03  | +4,10 | 13   | +3   |
|      | 自由黨             | 62 271  | 10,07  | +1,79 | 10   | +1   |
|      | 綠色環境黨         | 51 531  | 8,33   | -5,99 | 9    | -7   |
|      | 瑞典民主黨         | 49 238  | 7,96   | +2,81 | 8    | +2   |
|      | 中間黨             | 48 786  | 7,89   | +3,20 | 8    | +5   |
|      | 基督教民主黨       | 31 198  | 5,05   | +1,77 | 5    | +3   |
|      | 女性主义倡议       | 20 387  | 3,30   | -1,34 | 3    | +/-0 |
|      | 其它               | 6676    | 1,08   | -0,49 | 0    | +/−0 |
|      | 总计               | 583 333 | 100,00 | +/−0  | 101  | +/−0 |

目前斯德哥尔摩的市长是安娜·薛尼格·耶尔米。

## 经济
斯德哥尔摩是瑞典的经济中心，其工业总产值和商品零售总额均佔全国的20%以上，拥有钢铁、机器制造、化工、造纸 、印刷、食品等各类重要行业。全国各大企业的总部有45%设在这里。
斯德哥尔摩最大的产业是服务业，提供了大约85％的就业职位。斯德哥尔摩几乎没有重工业，使它成为世界上最干净的大都市之一。

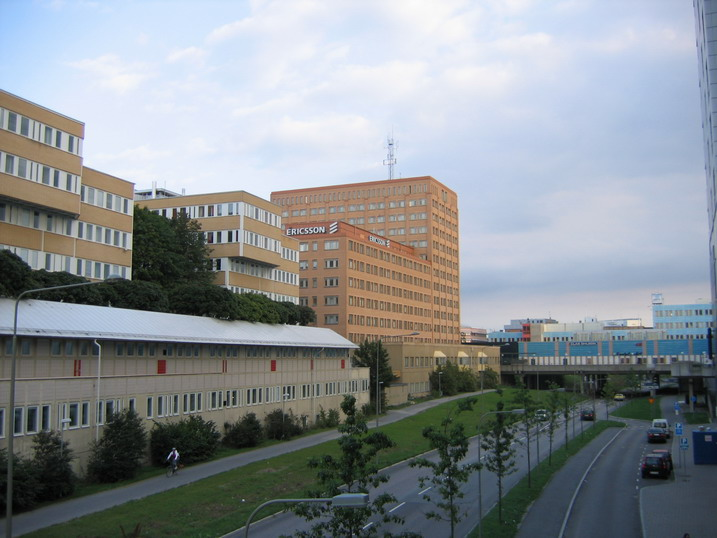
西斯塔开发区

城市北部的西斯塔卫星城是北欧最大的資訊科技中心，不仅瑞典本国的通讯巨头爱立信，多家世界一流的電腦、电子、通讯企业如微软、IBM、诺基亚、惠普也在此落户。
斯德哥尔摩也是瑞典的金融中心，瑞典主要的银行的总部都在这里，包括北欧銀行、瑞典銀行、瑞典商業銀行和北歐斯安銀行。大部分保险公司如斯堪的亞保險公司的总部和瑞典股票交易中心也设在斯德哥尔摩。
城市西南部的宜家家居是世界面积最大的宜家超市。
最近几年，旅游业已经成为最主要的产业。根據Euromonitor的調查，斯德哥爾摩是第二多遊客到訪的北歐城市，每年約有一百萬名遊客。

## 教育

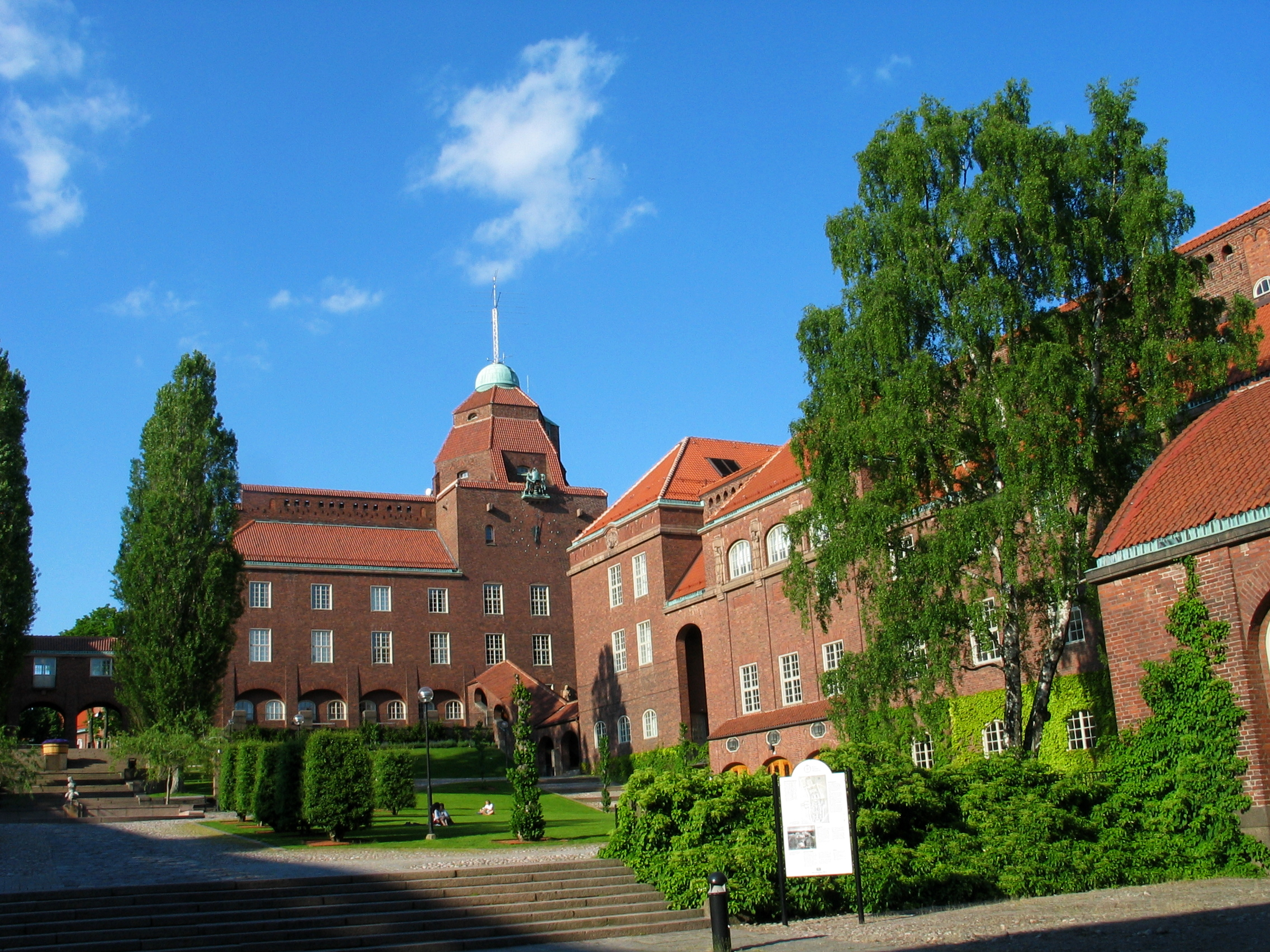
皇家工学院校园

18世纪，斯德哥尔摩开始了科学研究和高等教育，如斯德哥尔摩气象台就是那个时期建立的。1811年卡罗琳斯卡医学院正式成立，現在是每年負責評選諾貝爾生理學或醫學獎的學校。皇家工学院建立于1827年，现在是瑞典最大的技术高等院校。斯德哥尔摩大学于1878年成立，1960年被授予大学的称号，2004年一共有35,000学生。斯德哥尔摩大学合并了很多其它历史悠久的院校，如天文台、瑞典自然历史博物馆和植物园。斯德哥尔摩经济学院建立于1909年，是瑞典少数私立高等院校之一。
在艺术方面，斯德哥尔摩皇家音乐学院成立于1771年。斯德哥尔摩皇家艺术学院同样历史悠久，成立于1735年。斯德哥尔摩戏剧学院，前身是皇家戏剧院，葛丽泰·嘉宝曾在这里就读。其它学校如斯德哥尔摩工艺美术学院（Konstfack），成立于1844年，还有歌剧学院，舞蹈学院等。
谢德托尔学院成立于1995年，是斯德哥尔摩南部的一所综合性院校，其它的学校大部分在北部。

### 高等学校
- 斯德哥尔摩大学
- 皇家工学院
- 卡罗琳斯卡医学院
- 斯德哥尔摩皇家音乐学院（Kungliga Musikhögskolan i Stockholm）
- 斯德哥尔摩皇家艺术学院（Kungliga Konsthögskolan i Stockholm）
- 谢德托尔学院（Södertörns högskola）
- 斯德哥尔摩戏剧学院（Teaterhögskolan i Stockholm）
- 斯德哥尔摩工艺美术学院（Konstfack, University College of Arts, Crafts and Design）
- 斯德哥尔摩经济学院

## 人口统计
斯德哥尔摩是20%的瑞典人的家乡。
斯德哥尔摩的地理概念在历史上变化了很多次。在19世纪末期，斯德哥尔摩的区域只有如今的市中心，面积大概是35km²即现在的1/5。随后的几十年裏，其它的区域陆陆续续并进来（如Brännkyrka于1913年并入斯德哥尔摩，当时有25,000人口，而Spånga是在1949年并入的）。Hansta是在1982年从索伦蒂纳市劃到斯德哥尔摩的。
2004年斯德哥尔摩一共有765,044人口，其中370,482是男性，394,562是女性。平均年龄是39.8岁，其中40.5%在20岁到44岁之间。40.4%的人口没有结婚，27.5%已婚，11.1%离婚。（以上统计不包括15岁以下人口）

### 历史人口数据
斯德哥尔摩从1750年到现在的人口统计：
| 年份   | 斯德哥尔摩人口 | 全国人口  | 佔全國人口百分比(%) |
| ------ | -------------- | --------- | ------------------- |
| 1750年 | 60,018         | 1,780,678 | 3.4                 |
| 1800年 | 75,517         | 2,347,303 | 3.2                 |
| 1850年 | 93,070         | 3,482,541 | 2.7                 |
| 1900年 | 300,624        | 5,136,441 | 5.9                 |
| 1910年 | 342,323        | 5,522 403 | 6.2                 |
| 1920年 | 419,440        | 5,904,489 | 7.1                 |
| 1930年 | 502,213        | 6,142,191 | 8.2                 |
| 1940年 | 590,503        | 6,371,432 | 9.3                 |
| 1950年 | 744,143        | 7,041,829 | 10.6                |
| 1960年 | 808,294        | 7,500,161 | 10.8                |
| 1970年 | 740,486        | 8,091,782 | 9.2                 |
| 1980年 | 647,214        | 8,317,937 | 7.8                 |
| 1985年 | 659,030        | 8,358,139 | 7.9                 |
| 1990年 | 674,452        | 8,590,630 | 7.9                 |
| 1995年 | 711,119        | 8,837,496 | 8.0                 |
| 2000年 | 750,348        | 8,882,792 | 8.4                 |
| 2005年 | 771,038        | 9,047,752 | 8.5                 |
| 2007年 | 795,163        | 9,182,927 | 8.6                 |

## 文化
斯德哥尔摩作为瑞典的首都，有很多国家级的文化研究所。最著名文化古蹟的是两个联合国教科文组织颁布的世界遗产：德寧翰宮和斯庫格墓地。

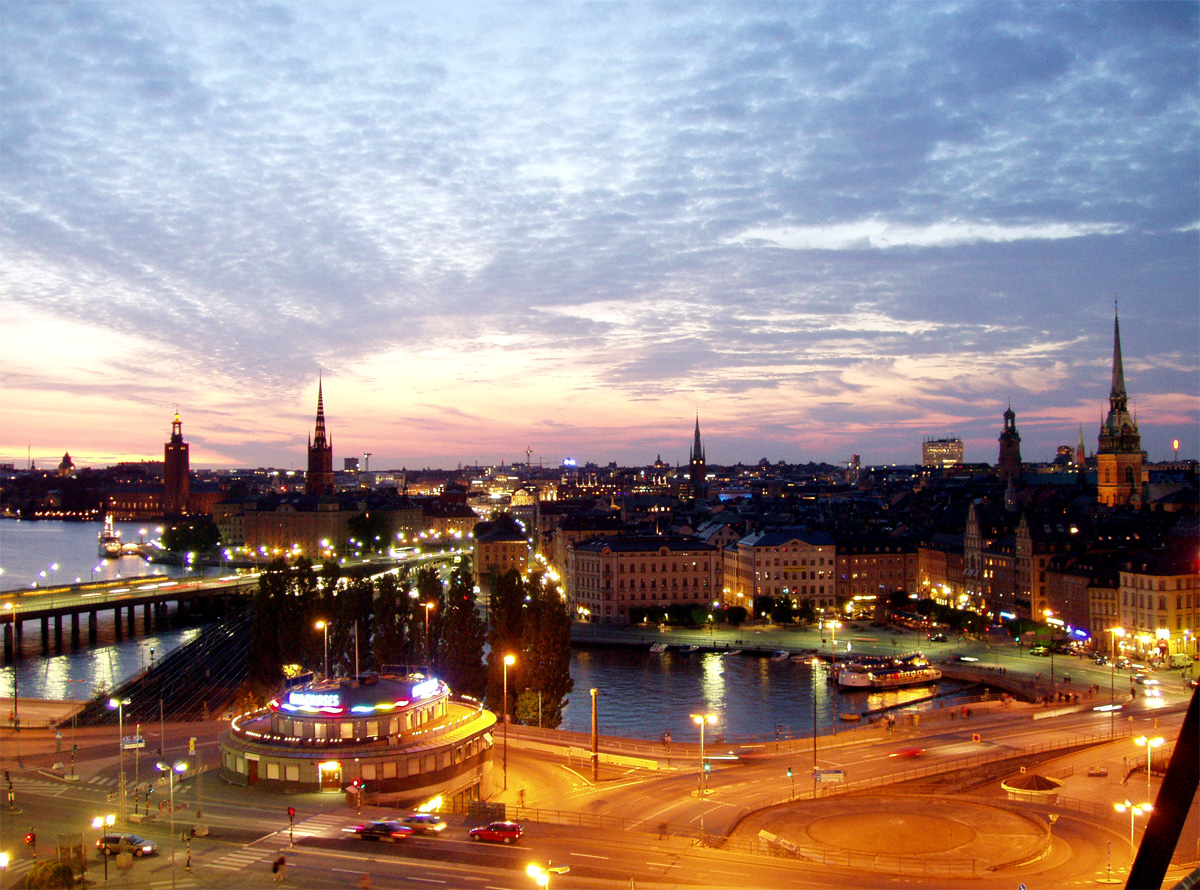
斯德哥尔摩老城

斯德哥尔摩最古老的部分是老城，它主要建造在Stadsholmen岛上。它保留了中世纪的街道系统，两条主路東長街（Österlånggatan）和西長街（Västerlånggatan）交叉横贯整个岛，还有一些小路通往岸边。岛上有名的建筑包括巨大的德国教堂（Tyska kyrkan），一些公馆和宅邸，如貴族院（Riddarhuset，诺贝尔的住宅）等。
1998年斯德哥尔摩被评为欧洲文化之都。

### 旅游
老城（Gamla Stan），老城是位于市中心的小岛。长宽都差不多在600多米，处于梅伦湖和波罗的海的分界处。斯德哥尔摩城就是从这个岛发展起来的，已经有700多年的历史了，城里最古老的建筑几乎都在这个岛上。主要建筑有皇宫、大教堂、广场和老交易所等。广义的老城区范围还要包括附近的骑士岛和圣灵岛在内。
皇宫（Kungliga Slottet）是瑞典国王的王宫，及国宾接待仪式和盛典的举办地。皇宫的所在地在13世纪的时候是个叫“三王冠”的要塞。当时的国王玛格努斯（Magnus）掌管了瑞典、挪威和斯科纳三个王国，于是就用“三个王冠”的名字做象征。从1692年开始建造这座宏大的宫殿。工程持续到1754年皇室才正式搬进居住。皇宫对外开放的部分包括：皇家寓所，古斯塔夫三世的珍藏博物馆，珍宝馆，三王冠博物馆，皇家兵器馆。在平时的中午12点和周日及节假日的13:10还举行隆重的皇家卫队换岗仪式。
绿色尖顶的大教堂（Storkyran），建于13世纪，是斯德哥尔摩城最古老的教堂。皇家婚礼和加冕仪式在此举行。教堂内部装饰有北欧最古老的木雕。教堂前的方尖碑是为纪念斯德哥尔摩市民支持瑞俄战争而建。
1776年的老交易所（Börsen），如今瑞典文学院也在此办公，诺贝尔文学奖的得主就是在这里评选出来并对外公布的。
交易所前面是大广场（Stortorget），中世纪时这里是老城的集市中心。由于这里是城里最热闹的地方，行刑示众也在此举行。1520年的斯德哥尔摩大屠杀事件发生于此，事件中有94位瑞典贵族、主教和平民在三天内被入侵的丹麦人砍头示众。广场中间有一口老水井，当时附近的居民靠此井水生活，不过到19世纪就干涸了。
市政厅（Stadshuset），位于国王岛（Kungsholmen）靠近老城的水畔。为通体棕红色砖结构，106米高的钟楼顶上是金色的三王冠。建于1911－1923年的市政厅内部有议会大厅，蓝厅是每年诺贝尔奖金颁奖仪式结束后举行盛大宴会的地方。另一金色大厅（Gyllene Salen）墙面有1800万多块黄金和小块玻璃拼成的马赛克画。
骑士岛（Riddarholmen）紧挨着老城西面的小岛。这里曾经在17世纪瑞典最强大的年代时，是有势力的骑士和贵族们居住的府第和公寓。如今多半的建筑都成了政府机构的办公楼。岛上有高大的骑士岛教堂，建于13世纪的教堂是瑞典君主和贵族埋葬的地方。还有最高法院，万格斯卡宫，城里最古老的建筑之一的比尔耶尔亚尔圆塔。
皇后岛（Drottningholm），距市中心15公里。皇后岛属于皇家领地，是瑞典第一个被列入世界文化遗产名录的风景点。主要的景点包括皇后岛宫、宫廷剧院、中国宫和花园。

### 文学
和斯德哥尔摩相关的文学家包括：诗人和歌词作家卡尔·迈克尔·贝尔曼（1740年-1795年），小说家和戏剧家奥古斯特·斯特林堡（1849年-1912年），小说家雅爾瑪·瑟德爾貝里（Hjalmar Söderberg）（1869年-1941年）。其它的名人还包括诺贝尔文学奖获得者埃温特·约翰逊（1900年-1976年），流行诗人和作曲家埃弗特·陶贝（1890年-1976年）。小说家皮尔·安德斯·弗根斯特姆（1917年-1998年）写了一系列的小说描绘19世纪到20世纪中期斯德哥尔摩的生活。

### 建筑

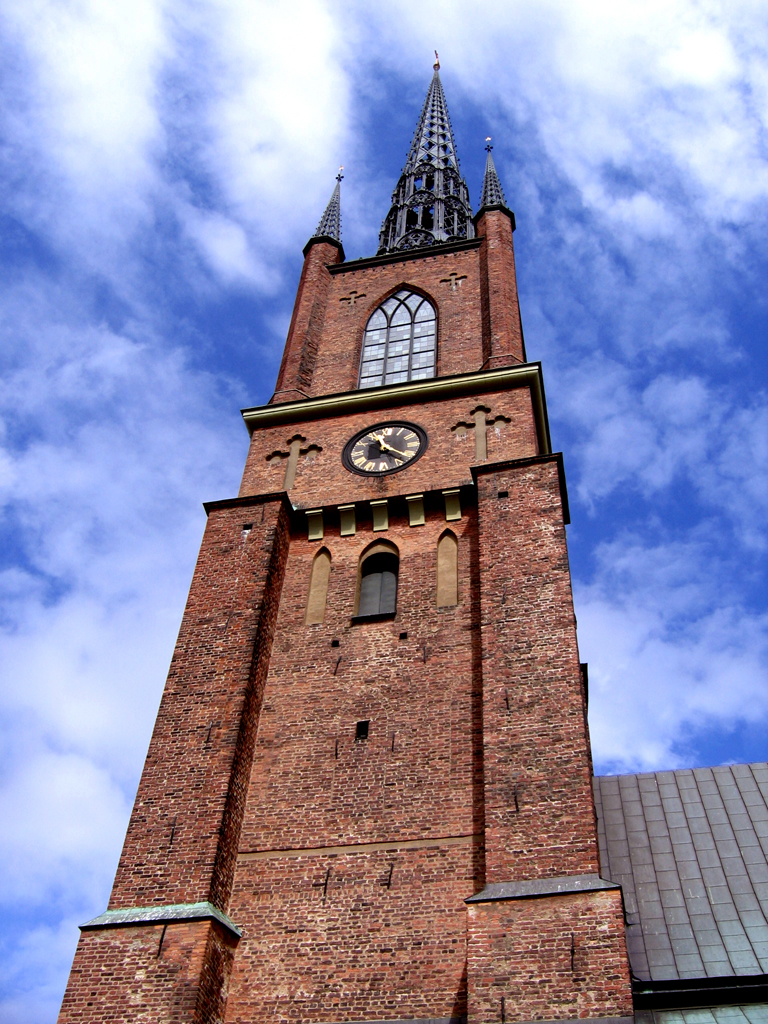
騎士島教堂，斯德哥尔摩最古老的建筑

城市最古老的地方是在一个小島嶼上的老城。现在仍旧保留了原来的中世纪的街道。斯德哥尔摩最古老的建筑是13世纪后期建造的騎士島教堂（Riddarholmen）。1697年一场大火将中世纪的城堡烧毁，重建的斯德哥尔摩皇宫是巴洛克风格。斯德哥爾摩大教堂是斯德哥尔摩主教的辖地，就在皇宫边上，它建于13世纪，18世纪重修。
15世纪，城市就开始向外扩张，从原来的岛屿扩张到在周边的岛屿和陆地。19世纪工业化时期，城市迅速发展，整体规划和设计受一些大的城市如柏林和维也纳的影响。那个时期的著名公共建筑包括瑞典皇家歌剧院。
20世纪，新的建筑风格兴起。城市的风格由最初的中世纪到文艺复兴，现在转成新艺术运动风格。斯德哥尔摩市政厅是其中的代表，由拉格那爾·厄斯特貝里（Ragnar Östberg）设计，建造时间从1911年到1923年。其它的建筑包括斯德哥尔摩公共图书馆和斯庫格墓地。
1950年代，城市发展到了一个新的阶段，斯德哥尔摩开始建造地铁。随着新的郊区不断扩展，市中心的一个相当大的部份也被重新设计。1960年代商业中心賽格爾廣場建成。周边的知名建筑包括文化宫（Kulturhuset）、城市剧院（Stadsteatern）和国家银行。
而各個地鐵站皆有不同特色，被喻為世界最長的藝術長廊。

### 博物馆
斯德哥尔摩是世界上博物馆最多的城市之一，一共有70多个博物馆。
瑞典國立博物館里面收藏了16,000幅画和30,000件手工艺术品。
瑞典现代艺术博物馆是瑞典国家级博物馆，主要收藏现代艺术家的作品，如巴伯罗·毕加索和萨尔瓦多·达利。
其它有名的博物馆：
- 斯德哥尔摩城市博物馆
- 斯康森露天民俗博物館是一座室外博物馆，建于1891年。
- 瓦薩沉船博物館

### 剧院
在斯德哥尔摩所有的剧院中，皇家戏剧院是欧洲最著名的剧院之一。瑞典皇家歌剧院建于1773年。其它有名气的剧院包括斯德哥尔摩城市剧院、人民歌剧院、现代舞剧院、中国歌剧院、奥斯卡剧院等。

### 媒体
斯德哥尔摩是瑞典的媒体中心，一共有四份国家日报、一个公共电台（瑞典廣播電台）和电视台（瑞典电视台）。其它的主要的电视机构的总部也在斯德哥尔摩。所有主要的杂志的总部同样位于斯德哥尔摩。最大的出版社是邦尼集團（Bonnier）。

### 运动
斯德哥尔摩最流行的运动是足球和冰球。有名的足球队一共有三支，分别是AIK足球俱乐部、哈马比足球俱乐部和佐加顿斯足球俱乐部。斯德哥尔摩最高水平的冰球队是佐加顿斯冰球俱乐部。
斯德哥尔摩曾经是1912年夏季奥林匹克运动会的主办地，主会场是斯德哥尔摩奥林匹克体育场，是田径和足球的比赛场地，现在是佐加顿斯足球俱乐部主场。佐加顿斯冰球俱乐部的主场是球形体育馆，是世界上最大的半球形建筑，同时也举办音乐会和其它活动。

### 年度文化活动
- 斯德哥尔摩爵士音乐节是瑞典最古老的音乐节之一，每年8月举行。[15]
- 斯德哥尔摩同志骄傲节是北欧最大的同志骄傲节，每年7月的最后一个星期一开始举行，延续一周。最后一天往往有一个大规模的同志游行。2006年的游行有30,000人参加，350,000人参观。[16]

## 交通
斯德哥尔摩位于波罗的海周边国家的中心位置，与奥斯陆、哥本哈根、赫尔辛基、塔林、里加的直线距离都在500公里以内，地理位置得天独厚。

### 公共交通

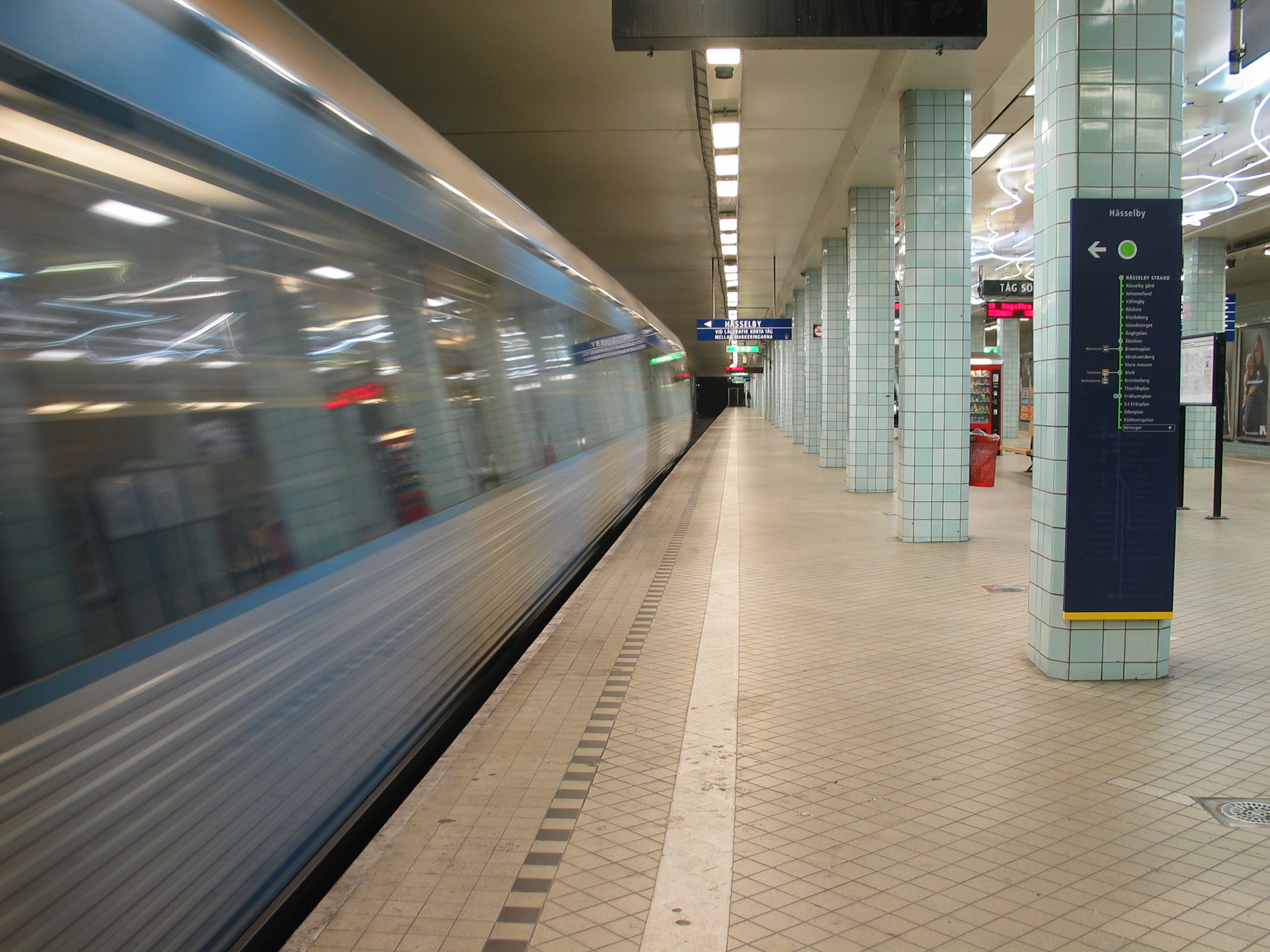
斯德哥尔摩地铁Hötorget站

斯德哥尔摩有北欧地区规模最大的公共交通系统，包括通勤電車 (斯德哥爾摩通勤鐵路、羅斯拉根鐵路、薩爾特舍巴登鐵路)、地鐵、輕軌，还有大量的公共汽车线路，以及航行於市內的動物園島渡輪。
除了阿蘭達快線高速列車外，所有的陆路交通由SL公司负责管理运作，SL公司每天运送旅客60多万人，城市中40%旅客是通过SL在市内通勤，高峰时段更是达到70%。地鐵和斯德哥爾摩通勤鐵路是由香港鐵路有限公司營運。
SL公司在整个斯德哥尔摩省有一个公共的票务系统，这样就可以方便地不用多次买票就可以在不同类型的交通工具上乘坐。票一共有两个大类，单程票和旅行卡，两种票都可以在票的规定时间内在斯德哥尔摩地区无限次乘坐。单程票37瑞典克朗，有效期为75分鐘。旅行卡种类很多，有效时间从24小时到1年。30天有效的旅行卡价格为930瑞典克朗。两种票对学生、20岁以下的年轻人和65岁以上的老人都有折扣。

### 铁路

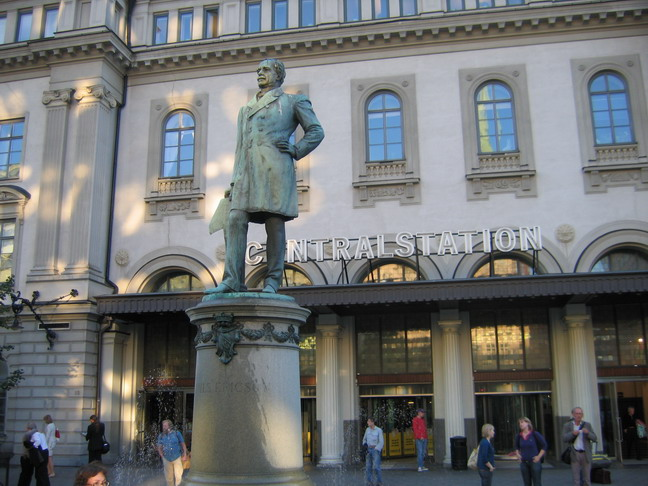
斯德哥尔摩中央车站

斯德哥尔摩是瑞典的铁路中心，其中央车站是北欧地区最繁忙的火车站，每天有近1000班火车停靠，日运送旅客19万（2001年数据 （页面存档备份，存于））。每日有連接挪威奧斯陸和丹麥哥本哈根的火車出發，以X2000列車前往哥德堡只須3小時。

### 公路
斯德哥尔摩是北欧高速公路的枢纽。欧洲E4公路、欧洲E18公路和欧洲E20公路都通过这里。

### 轮渡

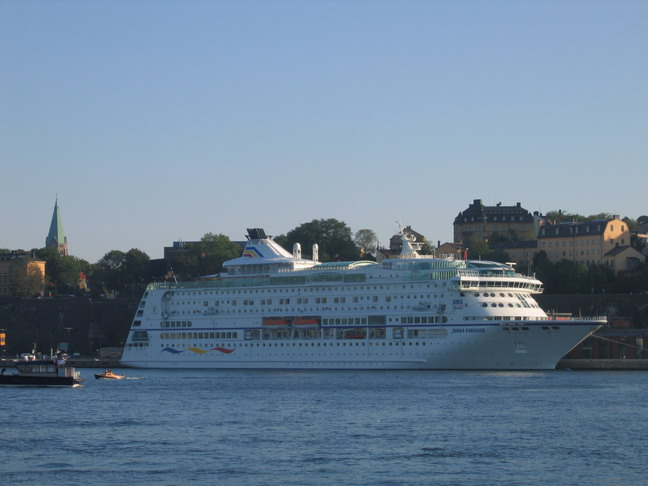
斯德哥尔摩游船

斯德哥尔摩有发往芬兰的赫尔辛基和圖爾庫、爱沙尼亚的塔林、拉脱维亚的里加、还有奥兰群岛轮船航班。从1998年以后，去俄罗斯的圣彼得堡的轮船航班取消了。如果要坐船去圣彼得堡的话必须通过赫尔辛基转船。
斯德哥爾摩也有渡輪前往斯德哥爾摩群島各島嶼。
斯德哥尔摩到波罗的海沿岸国家有多条豪华邮轮航线，由维京客轮、诗丽雅游轮等多家公司经营。维京客轮在淡季有很多免费票來往芬蘭各地。

### 机场
- 国际和国内航班
  - 斯德哥爾摩阿蘭達機場
  - 斯德哥爾摩布羅馬機場
  - 斯德哥爾摩斯卡夫斯塔機場
  - 斯德哥爾摩-韋斯特羅斯機場

城市以北的阿兰达国际机场是北欧地区最大的机场，有航线直达40多个瑞典城市城市以及世界各大主要城市。
彩虹巴士（Flygbussarna）来回穿梭于斯德哥尔摩市中心和所有机场，阿蘭達快線高速列車运行于阿蘭達机场和斯德哥尔摩中心。

## 友好城市
斯德哥尔摩上和世界上所有国家的首都建立了非正式的友好城市关系，但是不签订正式的友好城市协议。以前曾经签订的类似协议如今依然有效。
曾和斯德哥尔摩签订友好城市协议的城市有：
| - 乌克兰基輔 - 俄罗斯圣彼得堡 |  | - 波黑萨拉热窝 - 阿爾巴尼亞地拉那 |  | - 哥伦比亚卡利 |